# Franz Joseph Spiegler
Franz Joseph Spiegler (né le 5 avril 1691 à Wangen im Allgäu, mort le 15 avril 1757 à Constance) est un peintre allemand.

## Biographie
Spiegler est le fils d'un procureur du Landgericht de la ville libre d'Empire de Wangen im Allgäu. Après la mort prématurée de son père en 1692, sa mère, issue d'une vieille famille patricienne de Wangen, épouse le peintre (artisan) Adam Joseph Dollmann. Spiegler se familiarise tôt avec le métier de peintre. Vers 1710, Spiegler reçoit une formation de peintre à Munich auprès de son grand-oncle, le peintre de la cour bavaroise Johann Kaspar Sing, où il se familiarise également avec la peinture historique de l'époque, influencée par la peinture hollandaise. On peut se demander s'il travailla comme coloriste de sculptures et doreur au château de Wolfegg et dans ses environs de 1712 à 1723. Spiegler vit à Riedlingen, en Haute-Souabe, de 1727 à 1752 et a une famille de onze enfants. De 1723 à 1725, Spiegler réalise des fresques à l'abbaye d'Ottobeuren sous la forte influence de Jacopo Amigoni, qui façonne l'art de la cour de Munich. Il réalise ensuite des fresques et des peintures à l'huile pour de nombreux abbayes, églises et châteaux, notamment en Haute-Souabe, au bord du lac de Constance, en Forêt-Noire et sur le Haut-Rhin.

## Œuvre

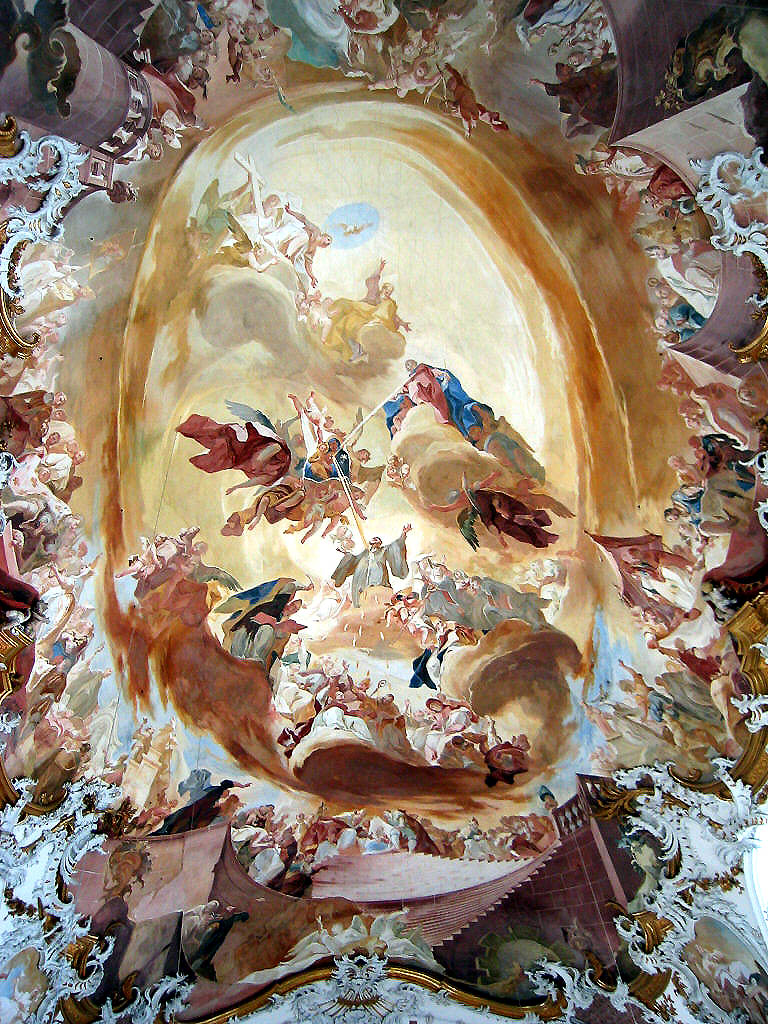
Fresque de l'abbaye Notre-Dame de Zwiefalten.

- Fresque de l'église paroissiale de Maria-Thann (Hergatz), 1722-1723
- Fresques de l'abbaye d'Ottobeuren (fresques dans les couloirs et les escaliers et dans les archives secrètes de l'abbé, fresque au plafond Comédie et tragédie dans la salle de théâtre), 1723
- Fresque (avec programme iconologique sur les émeutes du salpêtre) au château de Bonndorf à Bonndorf im Schwarzwald, 1726. Les fresques de la chapelle du château de Bonndorf furent détruits lors d'un déménagement, un retable fut détruit vers 1974 par ignorance.
- Fresques de l'église de l'abbaye Saint-Pierre dans la Forêt-Noire, 1727
- Fresques de l'abbaye de Zwiefalten (prélature), 1728-1729
- Peinture sur panneau, probablement du château de Bonndorf, aujourd'hui dans l'église Saint-Pierre-et-Saint-Paul de Herdwangen
- Fresques du Münster de Salem (bras du transept sud et galerie d'orgue), 1730
- Fresque dans la chapelle du château de Mochental, 1734
- Fresque Vertus divines dans le couvent de Lindau, aujourd'hui siège du Landratsamt et de l'Amtsgericht, 1736
- Fresques de la chapelle du château de l'île de Mainau, 1737–1738
- Fresque dans l'aile ouest de l'abbaye Saint-Pierre dans la Forêt-Noire, 1739
- Fresques et trois retables de l'église Saint-Rémi de Merdingen, 1739-1741
- Fresque de l'église de la Sainte-Trinité de Constance, 1740
- Série de 12 tableaux pour l'abbaye Saint-Paul du Lavanttal vers 1740/45
- Quatre retables latéraux et peintures de dessus dans l'église du couvent capucin de Stühlingen, 1740–1741
- Fresques et peintures à l'huile dans la chapelle du château d'Untersulmetingen
- Cinq peintures à l'huile pour le maître-autel et l'autel latéral de l'église de l'abbaye de Muri, 1746
- Fresques et trois peintures à l'huile dans l'église Saint-Martin d'Altheim bei Riedlingen, 1747
- Fresques de l'abbaye Notre-Dame de Zwiefalten, 1747–1753
- Fresque de la chapelle de Gossenzugen près de Zwiefalten, de 1749
- Fresques de l'abbaye Saint-Fridolin de Säckingen, 1753–1754 avec son élève Johann Anton Morath (de)
- Retable du pèlerinage dans l'abbaye de Radolfzell